# رنگ ارغوانی (فیلم ۱۹۸۵)
رنگ ارغوانی (به انگلیسی: The Color Purple) یک فیلم درام آمریکایی به کارگردانی استیون اسپیلبرگ بر پایه رمان رنگ ارغوانی از آلیس واکر نویسنده آمریکایی است. این فیلم هشتمین فیلم ساخته شده توسط اسپیلبرگ به عنوان کارگردان می‌باشد. دنی گلوور، دسرتا جکسون، مارگارت آوری، اپرا وینفری، آدولف سسار و رائه داون چونگ در این فیلم ایفای نقش کردند و هم چنین ووپی گلدبرگ به عنوان بازیگر معرفی شد.
فیلم داستان یک دختر جوان آمریکایی آفریقایی را روایت می‌کند و مشکلات زنان آفریقایی‌تبار در اوائل دههٔ ٬۱۹۰۰ شامل فقر، نژادپرستی و تبعیض جنسی را به نمایش می‌گذارد.

## افتخارات
رنگ ارغوانی برای ۱۱ جایزه اسکار، نامزد شد؛ شامل بهترین فیلم، بهترین بازیگر نقش اول زن برای گلدبرگ و بهترین بازیگر نقش مکمل زن مشترکاً برای آوری و وینفری. 
نامزد جایزه اسکار
- بهترین فیلم – استیون اسپیلبرگ، کاتلین کندی و فرانک مارشال و کوئینسی جونز
- بهترین بازیگر نقش اول زن - ووپی گلدبرگ
- بهترین بازیگر نقش مکمل زن - مارگارت آوری
- بهترین بازیگر زن در نقش مکمل - اپرا وینفری
- بهترین فیلم‌نامه اقتباسی
- بهترین فیلمبرداری – آلن داویا
- بهترین طراحی صحنه
- بهترین طراحی لباس – اگی گرارد راجرز
- جایزه اسکار بهترین چهره‌آرایی
- بهترین موسیقی فیلم
- بهترین ترانه ("Miss Celie's Blues (Sister)")

رنگ ارغوانی نامزد ۴ جایزهٔ گلدن گلوب گردید، شامل بهترین فیلم، بهترین کارگردانی برای اسپیلبرگ، و بهترین بازیگر نقش مکمل زن برای ووپی گلدبرگ. در نهایت ووپی گلدبرگ جایزه بهترین بازیگر زن فیلم درام را به دست آورد.
منو میس برای بهترین فیلمنامه اقتباسی نامزد جایزه بافتا شد.
اسپیلبرگ جایزه انجمن کارگردانان آمریکا را برای نخستین بار کسب کرد.
فیلم در جشنواره فیلم کن ۱۹۸۶ به نمایش درآمد.